# Kōichi Taira
Kōichi Taira (翁長 雄志, Taira Kōichi) est un homme politique japonais, né le 23 juillet 1909 à Nishihara et mort le 5 mars 1982 à Tokyo.
Il occupe le poste de gouverneur d'Okinawa de 1976 à 1978.